# Horycja (Oblast' di Chmel'nyc'kyj)
Horycja (in ucraino Гориця?; in russo Горица?, Gorica) è un centro abitato dell'Ucraina.